# Kontakt der Kontinenten
Het Kontakt der Kontinenten is een conferentie- en studiecentrum en gemeentelijk monument aan de Amersfoortsestraat 20, even buiten de bebouwde kom van Soesterberg in de provincie Utrecht.

## Geschiedenis
Het gebouw met kapel werd in 1925 gebouwd als kleinseminarie Missiehuis Sint-Jan voor de missiecongregatie Gezelschap van het Goddelijk Woord. Opdrachtgever namens de congregatie was pater M. van Es, rector van het missiehuis op het terrein van de buitenplaats Eikenhorst. Het gebouw werd ontworpen door pater Joan Beckert uit Steyl. Het gebouw heeft een T-vormige plattegrond en bestaat uit drie bouwlagen en een zolder.
In 1933 werd een aanbouw geplaatst naar een ontwerp van architect A.J. Kropholler. In 1955 werd een varkensstal achter het missiehuis gebouwd.
In 1968 verwoestte een grote brand onder andere de klokkentoren, de voorgevel en de topgevel. Deze werden opnieuw opgetrokken.
Tot 1960 werden er jongemannen opgeleid tot priester-missionaris om vervolgens naar missiegebieden te worden uitgezonden. Het kleinseminarie was ondertussen verhuisd naar het Missiehuis Sint-Willibrord in het buitengebied van Deurne.
In 1961 werd Centrum Kontakt der Kontinenten opgericht en waren de gebouwen lange tijd in gebruik als vormings-, conferentie- en studiecentrum voor missionarissen. In 1989 werden de gebouwen aangekocht door de Stichting Kontakt der Kontinenten en werd het een commercieel conferentiecentrum met hotel.
In het naastgelegen gebouw aan de Amersfoortsestraat 18, was het Cenakel, een klooster van de Dienaressen van de Heilige Geest van de Altijddurende Aanbidding gevestigd. Na het vertrek van de zusters in 1999 werd dit klooster met kapel aangekocht en toegevoegd aan het conferentiecentrum.